# Maria Teresa de Jesus Eucarístico
Maria Teresa de Jesus Eucarístico, nascida Maria Dulce Rodrigues dos Santos (São Paulo, 20 de janeiro de 1901 – São José dos Campos, 8 de janeiro de 1972), foi uma freira católica brasileira, fundadora da congregação das Pequenas Missionárias de Maria Imaculada. É conhecida também por seu auxílio prestado em sanatórios em São José dos Campos. Em 3 de abril de 2014, foi declarada venerável pela Igreja Católica.

## Biografia
Maria Dulce Rodrigues dos Santos nasceu em São Paulo em uma família religiosa de classe média. Seu pai se chamava Basílio Rodrigues dos Santos; e sua mãe, Helena Harold. Após os estudos, tornou-se professora. Com a saúde frágil, contraiu tuberculose e foi para São José dos Campos em 1922 para tratamento. Terminado o tratamento, ela se emociona com a miséria das crianças de meios desfavorecidos e vai educá-las.
Em 1936, fundou a congregação das Pequenas Missionárias de Maria Imaculada para trabalhos sociais e de caridade, e para colaborar na pastoral dos sacerdotes. Muitos companheiros se juntaram a ela em sua fundação e ela fez sua atuação como freira sob o nome de Maria Teresa de Jesus Eucarístico. Ela liderou e desenvolveu a congregação até sua morte e, apesar de suas responsabilidades, nunca hesitou em se colocar para trabalhar, especialmente nas favelas. Ela se distinguiu particularmente por sua vida de oração e seu dinamismo.

## Beatificação
Em 17 de agosto de 1997, a diocese de São José dos Campos abriu o processo de beatificação e canonização de Maria Dulce Rodrigues dos Santos (Número do Protocolo CCS: 2159), após a aprovação da Congregação para as Causas dos Santos. O inquérito diocesano terminou em 2 de maio de 2003 e foi transferido para Roma para estudo da Santa Sé. Em 3 de abril de 2014, o Papa Francisco reconheceu sua virtude heróica e hoje ela é considerada Venerável.
Desde 2013, está em andamento a investigação para o reconhecimento de um milagre atribuído à sua intercessão. Se for reconhecido como autêntico, ela pode ser declarada beata.